# Katoomba
Katoomba ist eine australische Stadt mit rund 8000 Einwohnern, die das touristische und kulturelle Zentrum der Blue Mountains darstellt. Sie befindet sich im Bundesstaat New South Wales, 110 km westlich der Metropole Sydney und 38 km südöstlich von Lithgow am Great Western Highway. Katoomba liegt auf einer Höhe von 1017 m.

Blue Mountains vom Echo Point

Der Name Katoomba ist Aboriginal für „fallendes Wasser“. Dieser Name ist auf einen Wasserfall im Jamison Valley unterhalb von Harry's Amphitheater zurückzuführen. Der Ort war zuerst als The Crusher bekannt und wurde ab 1877 Katoomba genannt. Seit 1889 hat Katoomba eine eigene Stadtverwaltung und ist heute Verwaltungssitz der Blue Mountains City.
Am Ort der heutigen Scenic Railway begann 1878 Kohlebergbau. Um die Kohle aus dem Jamison Valley nach oben auf das Plateau zur Bahn zu transportieren, wurde 1885 die Scenic Railway erbaut. Reste der Minen sind heute noch zu sehen. Der Bergbau endete 1930; seither wird die Railway ausschließlich von Touristen genutzt.
Tourismus setzte in den 1880er Jahren ein, nachdem eine Eisenbahnstrecke eröffnet wurde, die die Blue Mountains mit Sydney verband. 1884 wurde der Six Foot Track errichtet, der eine Abkürzung für Reisende zu den Jenolan Caves darstellte: Vom Exploreres Tree führt dieser Weg hinab in das Megalong Valley, teilweise entlang dem Coxs River auf insgesamt 45 km zu den beliebten Höhlen. Mit dem Pferdewagen konnte diese Strecke in 8 Stunden zurückgelegt werden. Heute ist der Six Foot Track ein Wanderweg.
Im Jahre 2007 wurde Katoomba als Cittàslow anerkannt.
Der Bahnhof von Kakoomba liegt an der Blue Mountains Line von Sydney (Central Station) nach Lithgow. Die Fahrt dauert ca. 2 Stunden.
|                       | Jan   | Feb   | Mär   | Apr   | Mai   | Jun  | Jul  | Aug  | Sep  | Okt   | Nov   | Dez   |   |         |
| Mittl. Tagesmax. (°C) | 23,5  | 22,3  | 20,2  | 17,0  | 13,6  | 10,4 | 9,7  | 11,4 | 14,8 | 17,6  | 19,6  | 22,1  | ⌀ | 16,8    |
| Mittl. Tagesmin. (°C) | 13,0  | 13,0  | 11,3  | 8,8   | 6,4   | 3,7  | 2,6  | 3,2  | 5,4  | 7,6   | 9,6   | 11,5  | ⌀ | 8       |
|                       |       |       |       |       |       |      |      |      |      |       |       |       |   |         |
| Niederschlag (mm)     | 143,5 | 192,6 | 154,1 | 128,0 | 105,0 | 86,8 | 70,8 | 94,4 | 72,6 | 103,1 | 134,9 | 114,3 | Σ | 1.400,1 |
|                       |       |       |       |       |       |      |      |      |      |       |       |       |   |         |
| Regentage (d)         | 15,9  | 15,8  | 15,0  | 11,7  | 11,7  | 10,9 | 11,8 | 10,3 | 10,1 | 12,3  | 15,3  | 14,8  | Σ | 155,6   |

| 13,0 |

| 13,0 |

| 11,3 |

| 8,8 |

| 6,4 |

| 3,7 |

| 2,6 |

| 3,2 |

| 5,4 |

| 7,6 |

| 9,6 |

| 11,5 |

| 13,0 |

| 13,0 |

| 11,3 |

| 8,8 |

| 6,4 |

| 3,7 |

| 2,6 |

| 3,2 |

| 5,4 |

| 7,6 |

| 9,6 |

| 11,5 |

## Sehenswürdigkeiten
- Three Sisters (eine Felsformation, die vom Echo Point, zwei Kilometer südlich des Ortszentrums, sichtbar ist)
- Katoomba Scenic World (mit der Katoomba Scenic Railway, dem Scenic Skyway und der Scenic Cableway)
- The Giant Stairway

## Persönlichkeiten

### Söhne und Töchter der Stadt
- Harry Poulos (* 1940), Bauingenieur für Geotechnik
- Paul Four (* 1956), Moderner Fünfkämpfer
- Caroline Frank (* 1976), Schauspielerin und Musicaldarstellerin